# Renault Premium

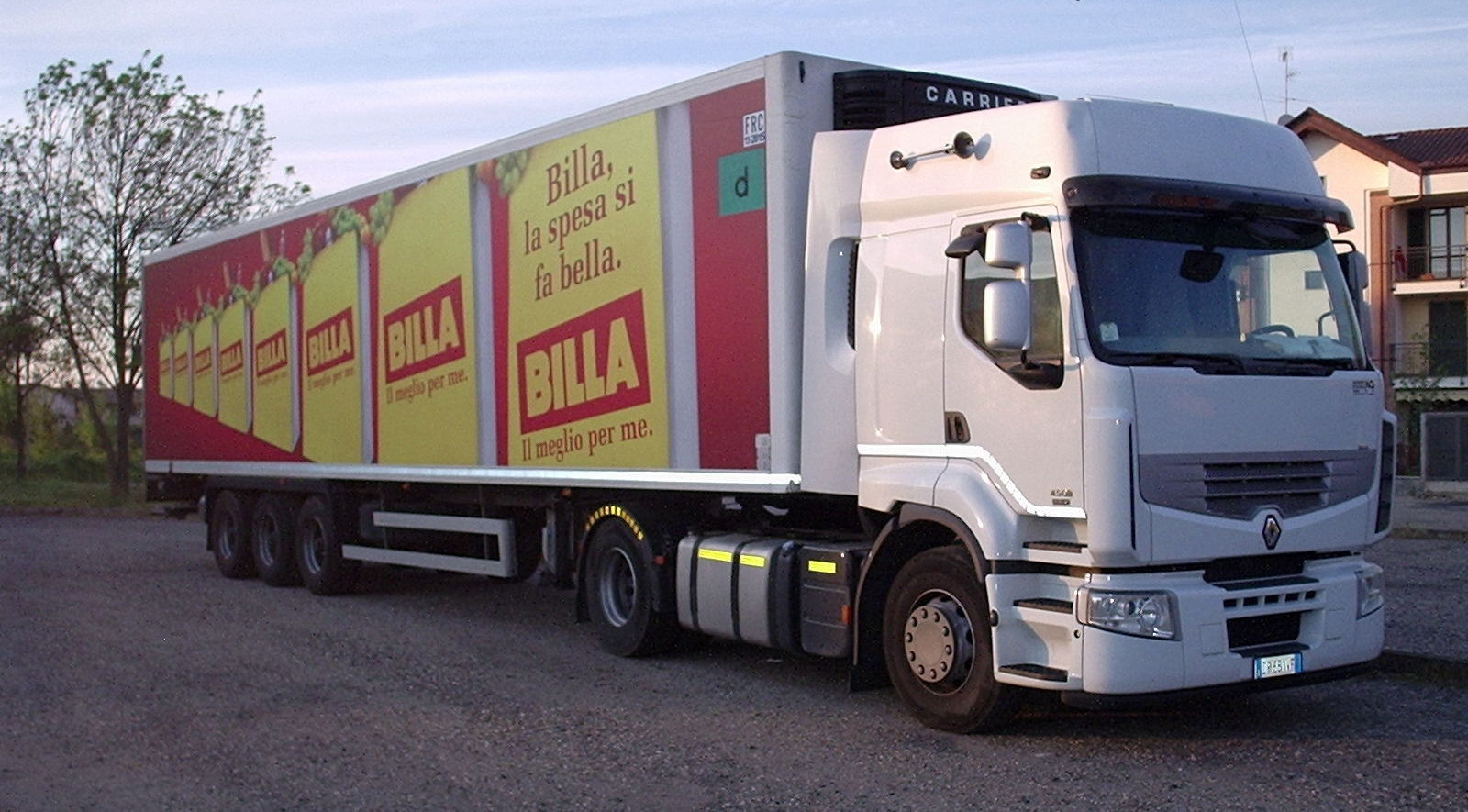
Renault Premium

Renault Premium Route – samochód ciężarowy francuskiego koncernu Renault Trucks, który pojawił się na rynku w 1997 roku zastępując wysłużoną serię R-Major produkowaną od początku lat 80. XX wieku. Pojazdy Premium reprezentują segment ciężkich i średnich ciężarówek, przeznaczone są głównie na trasy średniej długości, używane są także w długodystansowym transporcie drogowym. Początkowo pojazdy wyposażano w silniki o mocy nieprzekraczającej 400 KM, później pojawiła się wersja 420 dCI o mocy 412 KM, którą często wykorzystywano w transporcie międzynarodowym. Po 2006 roku były montowane silniki DXi o pojemności 11 litrów konstrukcji Volvo o mocach od 410-460 koni. Kabiny różnych długości i wysokości, w tym kabina typu Single dla jednego kierowcy, bez fotela pasażera. Dokonano modernizacji modelu Premium zmieniając jego design oraz silniki, a także wprowadzając nowe odmiany przystosowane do różnych zadań transportowych.